# Acétate de sodium
L'acétate de sodium est un composé de formule CH3COO− Na+. Il est soluble dans l'eau et constitue une bonne source d'ions acétate. Sa solution aqueuse est basique en raison de la réaction :
CH3COO− Na+ + H2O  {\displaystyle \rightleftharpoons }  CH3COOH + HO− Na+.
Ce composé est utilisé pour faire des expériences simples de solutions aqueuses sursaturées.

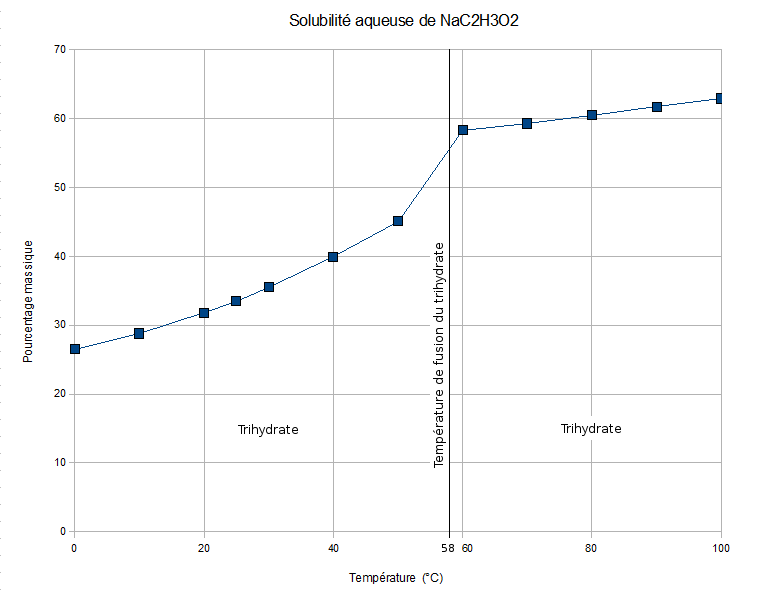
Solubilité aqueuse.

## Synthèse
L'acétate de sodium est une base conjuguée de l'acide acétique. En conséquence, il est extrêmement simple de le synthétiser en mélangeant cet acide (habituellement en solution à 5–8% sous forme de vinaigre) avec du bicarbonate de sodium, du carbonate de sodium ou de la soude caustique (hydroxyde de sodium). Les autres produits de ces réactions sont de l'eau et, dans les deux premiers cas, du dioxyde de carbone.
Les réactions qui entrent en jeu sont les suivantes :
Bicarbonate de sodium : 
CH3COOH + NaHCO3 → CH3COONa + H2CO3
H2CO3 → CO2 + H2O
Carbonate de sodium :
2 CH3COOH + Na2CO3 → 2 CH3COONa + H2CO3
H2CO3 → CO2 + H2O
Soude caustique : CH3COOH + NaOH → CH3COONa + H2O
L'acétate de sodium apparaît également comme sous-produit de la saponification des acétates d'alkyle par la soude.

## Réactions
L'acétate de sodium peut être utilisé pour synthétiser des esters suivant la réaction de substitution :
CH3COONa + RBr → CH3COOR + NaBr
L'acétate de sodium peut également former du méthane (CH4) par décarboxylation sous certaines conditions (pyrolyse en présence d'hydroxyde de sodium) :
CH3COONa + NaOH → CH4 + Na2CO3
Cette réaction est catalysée par les sels de césium.

## Utilisations
- On retrouve dans le commerce des pochettes vendues comme sources de chaleur portatives (chaufferettes). Ces pochettes contiennent une solution aqueuse saturée en acétate de sodium. En sursaturation, la température de dissolution étant à 54 °C pour une solution à 20 %[réf. nécessaire], ce qui est bien au-dessus de la température ambiante. Une variation de pression (par trituration) ne suffit pas, en règle générale, à provoquer la précipitation. En tordant une plaquette métallique à l'intérieur du liquide, on libère des germes d'acétate solidifié qui déclenchent la cristallisation et la solution devient solide[8]. Cette transformation est exothermique, ce qui signifie qu'elle s'accompagne d'un dégagement de chaleur, suffisant pour procurer un réconfort à l'utilisateur. On dissout à nouveau le sel en plaçant la pochette dans de l'eau très chaude ; même en refroidissant, l'acétate de sodium demeure en solution.
- L'acétate de sodium est un des plus vieux agents conservateurs alimentaires (E262), c'est le sel de sodium de l'acide acétique (E260).
- A la Belle Époque, l'acétate de sodium était considéré par les médecins comme un médicament diurétique et révulsif.

## Sécurité
L'acétate de sodium est un irritant, il est préférable d'éviter le contact du produit pur avec la peau.